# La leyenda del Charro Negro
La leyenda del Charro Negro es una película de animación mexicana dirigida y escrita por Alberto "Chino" Rodríguez, coescrita por David Israel y producida por Ánima Estudios. Es la quinta cinta de la serie cinematográfica Las Leyendas, basada libremente en la leyenda del Charro Negro, que se estrenó el 19 de enero de 2018 en las salas de cine mexicanas.
El reparto de voces conformado por Benny Emmanuel, Emilio Treviño, Annie Rojas, Mayté Cordeiro, Herman López, Andrés Couturier y Eduardo España, regresa para interpretar a sus respectivos personajes, mientras que hay nuevas incorporaciones por parte de Erick Elías, como el antagonista principal, y de Óscar Flores, Andrea Arruti y Karen Vallejo como personajes episódicos.
En la película, el joven Leo San Juan (Emmanuel) debe salvar el alma de una niña llamada Beatriz (Arruti) que termina en las manos del Charro Negro (Elías), quien lo pone a prueba invitándolo a visitar su hacienda en el Inframundo. Junto a sus amigos fantasmales, su hermano mayor Nando (Treviño) y Rupertino, el padre de Beatriz (Flores), Leo deberá enfrentar los retos que el Charro le tiene preparados.
Se puede ver por la plataforma Vix, Netflix, Prime Video y Max.

## Sinopsis
La película inicia con Xóchitl, quien está debilitada sobre un caballo negro, la niña es entregada a un hombre, el cual, la deja en una habitación. La niña intenta usar sus poderes, pero no puede. Susurra el nombre de Leo antes de que una figura la arrastre a la oscuridad.
Después de haber liberado al Chupacabras y su familia, Leo y su hermano Nando, siguen en su viaje para regresar a Puebla, sin embargo, durante el trayecto se pierden.
En un poblado cercano del Estado de México, un embustero llamado Rupertino junto con su hija Beatriz, son descubiertos y perseguidos por una turba furiosa, pero finalmente escapan. La niña le recrimina a su padre no haber dicho bien sus parlamentos (ya que se dedican a vender medicamentos falsos) y la vida que llevan.
En la noche, Leo y Nando se encuentran con una gitana llamada Ana (quien es amiga de Rupertino y Beatriz) quien esta varada por la llanta de su carruaje. Los niños le ayudan para saber si ella sabía el camino a Puebla, pero al decirles que no, propone leerles la mano, Nando se niega y se aleja, pero Leo acepta.
Sin embargo, la mujer le indica al niño que tiene dos líneas de la vida, una de luz y otra oscura, diciéndole que tanto contacto con lo sobrenatural ha terminado por afectarle, advirtiéndole que si llega a pisar el Inframundo, podría ser su fin.
Los niños llegan al poblado, pero pelean en un puente, sin embargo, esta es detenida por un anciano, quien les pide que busquen su Ojo de Venado que fue robado por Rupertino. Ambos lo encuentran, pero son recibidos de forma brusca por el hombre y la niña. Pero Leo aprovecha un tiempo de distracción y le quita el collar a Rupertino, quien los descubre y los persigue junto con Beatriz.
Al llegar al puente, Leo le da el collar al anciano, pero este, después de decirle a Rupertino que ya se conocían, se descubre como el Charro Negro, quien intentaba cobrar un trato que hizo con el hombre hace años y que ese Ojo de Venado no le permitía hacerlo.
Al ver a su hija, como castigo por haber escapado de él y no pagarle, se cobra al llevarse el alma de Beatriz, quien cae inconsciente al piso. El Charro Negro abre un portal y antes de cruzarlo, Leo le pide hacer un trato. Sin embargo, el Charro Negro le dice que no hace tratos con niños, pero si quiere recuperar el alma de la niña, puede hablar con él en su hacienda. A pesar de que Leo está consciente de lo que dijo la gitana, acepta ir.
En ese momento, mientras Leo y Nando pelean por el hecho de ir al Inframundo, Teodora aparece, y les informa que las calaveritas habían actuado raro y que Don Andrés, los Alebrijes y Xóchitl han desaparecido. Rupertino se les une, y después de unos percances debido a las calaveritas, todos entran al portal justo cuando se cierra.
Aparecen en una hermosa hacienda, donde descubren que Teodora perdió su capacidad de volar. Llegan a la hacienda y ahí los recibe el Charro Negro.
Mientras tanto, Xóchitl y Evaristo son presos del Charro y de una criatura (la que atrapo a la niña al inicio de la película) y le dice al alebrije que el Charro intenta llegar a Leo, pero desconoce sus intenciones.
Las calaveritas se separan durante el viaje, Finando encuentra a Moribunda sobre una carreta jalada por el monstruo, se alegra, pero al hacerlo, una estela de energía amarilla sobresale de su cabeza, alertando al monstruo, pero logra ocultarse con su hermana en la carreta.
El Charro Negro les enseña varias pinturas dentro de su casa, donde están todos sus antecesores y un sucesor cuya identidad es desconocida. Les explica que para llevarse el alma de Beatriz, tienen que encontrar cuatro objetos perdidos en su feria (el medallón de la Nahuala, el Sello Mágico del Chupacabras, el pedazo de tumba de los hijos de la Llorona y una Piedra Sagrada de las Momias).
Mientras tanto, Beatriz le pregunta a Ana que trato hizo su padre, pues al no ser ricos que fue lo que le pidió. Ahí, le explica que al morir su madre, Beatriz se convirtió en lo primordial para Rupertino, pero la niña enfermo gravemente cuando era una bebé y como un recurso desesperado, hizo un trato con el Charro Negro para salvarla.
Las calaveritas llegan con Xóchitl y Evaristo, y a través de mímica les dicen que el Charro Negro tiene a Leo. Ahí, descubren que las calaveritas tienen la energía mágica. Usando a Finando, los cuatro logran huir y van a buscar a Don Andrés y Alebrije.
Nando y Teodora van con la Mujer Oruga, y tras resolver un acertijo obtienen el medallón de la Nahuala. Leo y Rupertino van al tiro al blanco, y después de algunos percances, como ser disparados por Rosseau, recuperan la Piedra Sagrada de las Momias, sin embargo, la línea oscura comienza a crecer en el brazo de Leo, tornándolo de un color gris, pero a pesar de eso, siguen. La siguiente es la Lotería, que es dirigida por el Señor Villavicencio, finalmente ganan y se llevan el Sello Mágico del Chupacabras, faltando solo un objeto para recuperar el alma de Beatriz.
Mientras tanto, Xóchitl y Evaristo junto con las calaveritas, usando su poder especial, logran liberar a Don Andrés y Alebrije. Ahí, les explican que lo que quiere el Charro Negro es usar a Leo y tomarlo como sucesor, ya que su poder de ver a los muertos lo hace igual al charro y que el poder de las calaveritas se llama Pureza Etérea, cosa que los puros de corazón poseen y que es la clave para quitarle a Leo su don. Sin embargo, son conscientes de que si lo hacen, ya no podrán volver a verlos.
Finalmente, Leo, Nando, Teodora y Rupertino llegan a la Casa de los Espejos, el último lugar para buscar, pero solo dejan entrar a Leo. En ese momento, se revela que todo es una trampa, destruyendo la feria y transformado el lugar en un sitio oscuro e infértil, en ese momento, llegan los demás, que advierten la trampa en la que cayó el niño.
Adentro, Leo es atacado por su reflejo y se muestra que regreso a la hacienda y el Charro Negro esperándolo. Ahí le explica que la marca en su mano es el resultado de quien juega con la vida y la muerte y revela que Leo es el siguiente Charro Negro. Al seguir negándose, el Charro lo atrapa (rompiendo la botella donde se almacenaba el alma de Beatriz) y lo posee.
Los amigos de Leo son rodeados por los sirvientes del Charro Negro, pero Leo sale, vestido como el charro y los hace desaparecer. Leo abre un portal y Don Andrés advierte que deben quitarle su don antes de que cruce.
Nando lo engaña, pero es derribado. Sin embargo, los Alebrijes toman las calaveritas y lo atacan con su energía, atrapándolo. Xóchitl intenta quitarle su don con ayuda de Teodora, pero Leo las golpea y arroja lejos. Rupertino, quien intenta salvar el alma de su hija, al ver la pelea, regresa e intenta ayudarlos. Sin embargo, Leo los vuelve a derribar. Pero el monstruo lo sujeta firmemente, finalmente, Xóchitl le arranca su don de ver fantasmas y las calaveritas lo destruyen.
El Charro Negro libera a Leo, pero su energía oscura sale del suelo y crea su enorme silueta. Xóchitl les dice que se quedarán y besa a Leo,  profesando su amor. Los tres cruzan el portal, mientras que los demás se preparan para atacar. El charro finalmente se abalanza en su contra.
Al llegar, Rupertino le da lo que pudo recuperar de su alma a Beatriz, quien revive y abraza a su padre feliz. 
Finalmente, Leo y Nando llegan a Puebla y a la panadería, donde felizmente son recibidos por su abuela Toñita y Dionisia. 
Durante la noche, los amigos de Leo se entristecen al saber que no volverán a ser vistos por él, pues finalmente perdió sus poderes para contactar con los muertos. Sin embargo, a Xóchitl se le ocurre hacer sonar la campana de la panadería y éste sale, extendiendo su mano y agradeciéndoles a sus amigos por todas las aventuras que vivieron a su lado. Todos se unen a Leo y tocan su mano, haciéndole saber que están con él.
Finalmente, todos regresan a la Vieja Casona en Puebla, y bailan dichosos, mientras Teodora toca en el piano y canta No es serio este cementerio (del grupo español Mecano), finalizando así la película.

## Reparto
- Benny Emmanuel como Leonardo "Leo" San Juan
- Erick Elías como Charro Negro
- Emilio Treviño como Fernando "Nando" San Juan
- Óscar Flores como Rupertino
- Andrea Arutti como Beatriz
- Mayté Cordeiro como Teodora Villavicencio
- Annie Rojas como Xóchitl Ahuactzin
- Andrés Couturier como Don Andrés Artasánchez y Rosseau
- Eduardo "Lalo" España como Evaristo Hortensio
- Herman López como El Alebrije de la Biblioteca
- Karen Vallejo como Ana la Gitana
- Bruno Coronel como Finado
- Norma Iturbe como Moribunda
- Ángela Villanueva como Toñita San Juan
- Luna Arjona como Nana Dionisia
- César Soto como Santos
- Alondra Hidalgo como Denise
- Mario Castañeda como Sr. López
- Roberto Gutiérrez como Pecas
- Miguel Ángel Ghigliazza como Rosendo
- Olga Hnidey como Magdalena La "Mujer Oruga"

## Estreno
La película se estrenó teatralmente en México el 19 de enero de 2018, a diferencia de las entregas anteriores que se lanzaron en octubre.
Es la primera vez que Ánima Estudios lanza 3 películas en el mismo año a diferencia de años pasados que solo sacaron 2, siendo esta la primera, la segunda Ahí Viene Cascarrabias y la tercera (en coproducción con Locoloco Films, Ítaca Films y AltaVista Films) Ana y Bruno.

## Curiosidades del doblaje de la película
- Los fanáticos le hicieron una petición a SDI Media de México para que la actriz Martha Higareda retornara a Xóchitl, quien fue su voz en La leyenda de la Nahuala, sin embargo, debido a que actualmente divide su tiempo entre Estados Unidos y México, lamentablemente no retomó al personaje, siendo nuevamente sustituida por la actriz de voz Annie Rojas, quien previamente fue la voz del personaje en La leyenda de las momias de Guanajuato.
- La única actriz del elenco original que retomó a su personaje fue Mayté Cordeiro, interpretando al personaje de Teodora Villavicencio, a quien presta su voz desde La leyenda de la Nahuala.
- Bruno Coronel regresa al doblaje de la saga de leyendas pero esta vez interpretando a Finado en sustitución de Daniel del Roble.
- María Santander originalmente aceptó regresar como Toñita San Juan (la abuela de Leo), sin embargo, debido a su avanzada edad y estado de salud ya no pudo doblar a su personaje siendo sustituida por Ángela Villanueva.
- Andrés Couturier retorna a Don Andrés y a Rossueau después de 4 años.
- Carlos Segundo no retorna al Señor Villavicencio como lo hizo en La leyenda de la Nahuala siendo sustituido por Mario Castañeda.
- Jesús Guzmán no retorna a Pecas como lo hizo en La leyenda de la Llorona siendo sustituido por Roberto Gutiérrez.
- Jesús Ochoa tampoco retorna a Santos Machorro, a quien interpretó en La leyenda de la Nahuala, siendo sustituido por César Soto.
- Debido a que Diana Alonso se encuentra residiendo en España desde 2017, no pudo retornar a Denise como lo hizo en La leyenda de las Momias de Guanajuato siendo sustituida por Alondra Hidalgo, quien posteriormente le daría voz a Marcela en Las Leyendas.